# Belloy-Saint-Léonard
Belloy-Saint-Léonard är en kommun i departementet Somme i regionen Hauts-de-France i norra Frankrike. Kommunen ligger i kantonen Hornoy-le-Bourg som tillhör arrondissementet Amiens. År 2022 hade Belloy-Saint-Léonard 84 invånare.

## Befolkningsutveckling
Antalet invånare i kommunen Belloy-Saint-Léonard
| Referens: INSEE |